# Solţānābād (kommunhuvudort)
Solţānābād (persiska: سلطان آباد, Sultānābād) är en kommunhuvudort i Iran.   Den ligger i provinsen Khorasan, i den nordöstra delen av landet, 600 km öster om huvudstaden Teheran. Solţānābād ligger 1 211 meter över havet och antalet invånare är 4 821.
Terrängen runt Solţānābād är huvudsakligen platt, men åt sydost är den kuperad.Runt Solţānābād är det ganska glesbefolkat, med 29 invånare per kvadratkilometer. Solţānābād är det största samhället i trakten. Trakten runt Solţānābād består i huvudsak av gräsmarker.